# Santana do Piauí
Santana do Piauí là một đô thị thuộc bang Piauí, Brasil. Đô thị này có diện tích 140,688 km², dân số năm 2007 là 4911 người, mật độ 34,91 người/km².